# Župnija Skomarje
Župnija Skomarje je rimskokatoliška teritorialna župnija dekanije Slovenske Konjice Bistriško-Konjiškega naddekanata, ki je del nadškofije Maribor.
Župnijska cerkev je cerkev sv. Lamberta na Skomarju.